# Radcliffe Institute for Advanced Study

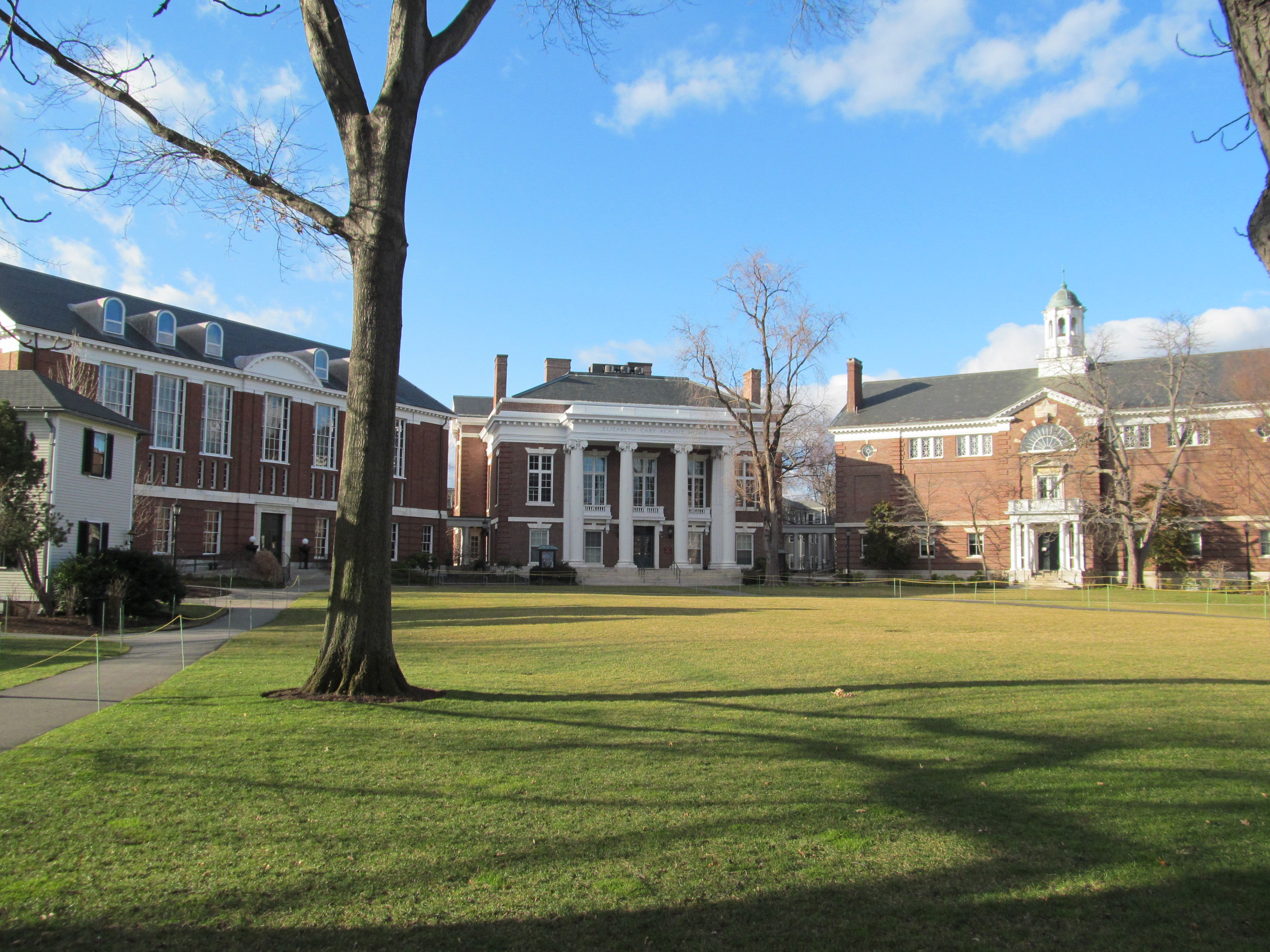
Radcliffe Yard

O Radcliffe Institute for Advanced Study at Harvard é uma instituição de ensino superior em Cambridge, Massachusetts, Estados Unidos da América, e uma das unidades semi-autônomas da Universidade Harvard. Herdou seu nome e instalações do extinto Radcliffe College – uma escola superior para mulheres – mas, diferentemente dessa instituição histórica, seu foco agora não é direcionado à graduação, mas à pesquisa na pós-graduação.